# Monety kolekcjonerskie III RP w 2006
W 2006 roku Narodowy Bank Polski wyemitował 18 monet kolekcjonerskich: 13 srebrnych i 5 złotych.
Po raz pierwszy, NBP w tym roku wyemitował monetę z hologramem, z motywem Nocy Świętojańskiej, która była nominowana do nagrody People’s choice w międzynarodowym konkursie Coin of the Year. Monetą z jeźdźcem piastowskim została zainaugurowana seria Historia Jazdy Polskiej.

## Spis monet
| Moneta                                                           | Nominał     | Stop                                                    | Średnica (mm) | Masa (g) | Nakład | Data emisji     | Projektant                           | Wizerunek    |
| ---------------------------------------------------------------- | ----------- | ------------------------------------------------------- | ------------- | -------- | ------ | --------------- | ------------------------------------ | ------------ |
| XX Zimowe Igrzyska Olimpijskie: Turyn 2006                       | 10 złotych  | Ag 925                                                  | 32            | 14,14    | 72 000 | 24 stycznia     | Robert Kotowicz                      | Awers Rewers |
| XX Zimowe Igrzyska Olimpijskie: Turyn 2006                       | 10 złotych  | Moneta z efektem kątowym.                               |               |          |        |                 |                                      |              |
| XX Zimowe Igrzyska Olimpijskie: Turyn 2006                       | 10 złotych  | Ag 925                                                  | 32            | 14,14    | 71 400 | 24 stycznia     | Robert Kotowicz                      | Awers Rewers |
| XX Zimowe Igrzyska Olimpijskie: Turyn 2006                       | 200 złotych | Au 900                                                  | 27            | 15,5     | 7 000  | 24 stycznia     | Robert Kotowicz                      | Awers Rewers |
| XX Zimowe Igrzyska Olimpijskie: Turyn 2006                       | 200 złotych | Moneta z efektem kątowym.                               |               |          |        |                 |                                      |              |
| świstak alpejski (łac. Marmota marmota) Seria: Zwierzęta Świata  | 20 złotych  | Ag 925                                                  | 38,61         | 28,28    | 60 000 | 28 lutego       | Ewa Tyc-Karpińska Andrzej Nowakowski | Awers Rewers |
| 10 zł z 1932 r. Seria: Dzieje Złotego                            | 10 złotych  | Ag 925                                                  | 32            | 14,14    | 61 000 | 29 marca        | Andrzej Nowakowski                   | Awers Rewers |
| Mistrzostwa Świata w Piłce Nożnej: Niemcy 2006                   | 10 złotych  | Ag 925                                                  | 32            | 14,14    | 70 000 | 26 kwietnia     | Urszula Walerzak                     | Awers Rewers |
| Mistrzostwa Świata w Piłce Nożnej: Niemcy 2006                   | 10 złotych  | Ag 925                                                  | 32            | 14,14    | 80 500 | 26 kwietnia     | Robert Kotowicz                      | Awers Rewers |
| Mistrzostwa Świata w Piłce Nożnej: Niemcy 2006                   | 10 złotych  | Rdzeń monety platerowany złotem.                        |               |          |        |                 |                                      |              |
| Mistrzostwa Świata w Piłce Nożnej: Niemcy 2006                   | 100 złotych | Au 900                                                  | 21            | 8        | 10 500 | 26 kwietnia     | Urszula Walerzak                     | Awers Rewers |
| Noc świętojańska Seria: Polski Rok Obrzędowy                     | 20 złotych  | Ag 925                                                  | 38,61         | 28,28    | 65 000 | 25 maja         | Robert Kotowicz                      | Awers Rewers |
| Noc świętojańska Seria: Polski Rok Obrzędowy                     | 20 złotych  | Moneta z hologramem w kształcie kwiatu paproci.         |               |          |        |                 |                                      |              |
| 30. rocznica Czerwca ‘76                                         | 10 złotych  | Ag 925                                                  | 32            | 14,14    | 56 000 | 21 czerwca      | Ewa Olszewska-Borys                  | Awers Rewers |
| Kościół w Haczowie Seria: Zabytki kultury materialnej w Polsce   | 20 złotych  | Ag 925                                                  | 38,61         | 28,28    | 64 000 | 13 września     | Urszula Walerzak                     | Awers Rewers |
| Kościół w Haczowie Seria: Zabytki kultury materialnej w Polsce   | 20 złotych  | Moneta z brązową farbą.                                 |               |          |        |                 |                                      |              |
| 100-lecie Szkoły Głównej Handlowej w Warszawie                   | 20 złotych  | Ag 925                                                  | 32            | 14,14    | 59 000 | 11 października | Ewa Tyc-Karpińska                    | Awers Rewers |
| 100-lecie Szkoły Głównej Handlowej w Warszawie                   | 20 złotych  | Moneta w kształcie dziewięciokąta foremnego.            |               |          |        |                 |                                      |              |
| 100-lecie Szkoły Głównej Handlowej w Warszawie                   | 200 złotych | Au 900                                                  | 27            | 15,5     | 8 000  | 11 października | Ewa Tyc-Karpińska                    | Awers Rewers |
| 500-lecie wydania Statutu Łaskiego                               | 10 złotych  | Ag 925                                                  | 32            | 14,14    | 57 000 | 6 listopada     | Roussanka Nowakowska                 | Awers Rewers |
| 500-lecie wydania Statutu Łaskiego                               | 100 złotych | Au 900                                                  | 21            | 8        | 9 000  | 6 listopada     | Roussanka Nowakowska                 | Awers Rewers |
| Jeździec piastowski Seria: Historia Jazdy Polskiej               | 10 złotych  | Ag 925                                                  | 32 x 22       | 14,14    | 62 000 | 2 listopada     | Ewa Tyc-Karpińska                    | Awers Rewers |
| Jeździec piastowski Seria: Historia Jazdy Polskiej               | 10 złotych  | Moneta w kształcie klipy prostokątnej.                  |               |          |        |                 |                                      |              |
| Jeździec piastowski Seria: Historia Jazdy Polskiej               | 200 złotych | Au 900                                                  | 27            | 15,5     | 10 000 | 22 listopada    | Ewa Tyc-Karpińska                    | Awers Rewers |
| Aleksander Gierymski (1850-1901) Seria: Polscy Malarze XIX/XX w. | 20 złotych  | Ag 925                                                  | 40 x 28       | 28,28    | 66 000 | 5 grudnia       | Roussanka Nowakowska                 | Awers Rewers |
| Aleksander Gierymski (1850-1901) Seria: Polscy Malarze XIX/XX w. | 20 złotych  | Moneta z farbami: zieloną, czerwoną, żółtą i niebieską. |               |          |        |                 |                                      |              |